# Шиврино (Кировская область)
Шиврино — деревня в Сунском районе Кировской области в составе Кокуйского сельского поселения.

## География
Находится на расстоянии примерно 9 километров по прямой на юго-восток от районного центра поселка Суна.

## История
Известна была с 1678 года как деревня Шивринская с 5 дворами, в 1764 году учтено в ней 100 жителей. Принадлежали крестьяне большей частью Успенскому Трифонову монастырю. В 1873 году учтено дворов 19 и жителей 127, в 1905 16 и 81, в 1926 16 и 88, в 1950 17 и 58. В 1989 оставалось 15 жителей.

## Население
Постоянное население составляло 6 человек (русские 67 %, удмурты 33 %) в 2002 году, 2 в 2010.